# Ю̌
Cette page contient des caractères spéciaux ou non latins. S’ils s’affichent mal (▯, ?, etc.), consultez la page d’aide Unicode.
Ю̌ (minuscule : ю̌), appelé iou caron, est une lettre additionnelle de l’alphabet cyrillique utilisée en doungane par certains auteurs. Elle est composée du iou ‹ Ю › diacrité d’un caron.

## Utilisations
En doungane, certains auteurs utilisent les accents sur les voyelles pour indiquer les tons, dont le iou caron cyrillique ‹ ю̌ ›.

## Représentation informatique
Le iou caron peut être représenté avec les caractères Unicode suivants (cyrillique, diacritiques) :
| formes    | représentations | chaînes de caractères | points de code | descriptions                                      |
| --------- | --------------- | --------------------- | -------------- | ------------------------------------------------- |
| capitale  | Ю̌               | Ю◌̌                    | U+042E U+030C  | lettre majuscule cyrillique iou diacritique caron |
| minuscule | ю̌               | ю◌̌                    | U+044E U+030C  | lettre minuscule cyrillique iou diacritique caron |